# Sân bay Houari Boumediene
Sân bay Houari Boumediene (IATA: ALG, ICAO: DAAG) phục vụ Algiers, thủ đô của Algérie. Sân bay này được đặt tên theo Houari Boumedienne. Năm 2006, sân bay này đã phục vụ 12.332.578 lượt khách. Đây là sân bay lớn và bận rộn thứ ba châu Phi, sau Sân bay quốc tế OR Tambo ở Johannesburg và Sân bay quốc tế Cairo ở Cairo.

## Nhà ga mới
Nhà ga mới tại Sân bay Houari Boumediene thỏa mãn nhu cầu tăng lên của lượng hành khách quốc tế sử dụng sân bay này. Nhà ga có một diện tích 82.000 m², có thể phục vụ hơn 6 triệu hành khách mỗi năm. Sảnh 1 dành cho các hãng hàng không quốc tế, Sảnh 2 dành cho hãng hàng không quốc gia Air Algérie.
Dufry Group đã mở các cửa hiệu đầu tiên tại sân bay này. Cả hai cửa hiệu này đều rộng 320 m² và bán hàng miễn thuế. Các cửa hiệu này được mở cửa ngày 1 tháng 7 năm 2006, 4 ngày trước ngày được tổng thống Algérie khánh thành chính thức.

### Các phòng vé
Các hãng hàng không có phòng vé tại sân bay này: Aigle Azur, Air Algérie, Air France, British Airways, Qatar Airways, Royal Air Maroc, Tassili Airlines, Tunisair.

## Chỗ đậu xe
Sân bay này có chỗ đậu xe với công suất 2850 xe ô tô.

## Số liệu thống kê
Tổng lượt khách, tổng lượng hàng và số lượt chuyến từ năm 2003.
|            | 2003       | 2004       | 2005       | 2006       |            |
| Lượt khách | Lượt khách | Lượt khách | Lượt khách | Lượt khách | Lượt khách |
| ---------- | ---------- | ---------- | ---------- | ---------- | ---------- |
| Tổng       | 3.870.921  | 5.661.272  | 9.545.178  | 13.790.285 |            |
| Nội địa    | 1.239.114  | 2.247.855  | 5.250.285  | 6.250.285  |            |
| Quốc tế    | 2.631.807  | 3.413.417  | 4.294.893  | 7.540.000  |            |

## Các hãng hàng không và các điểm đến

### Nhà ga quốc tế
- Aigle Azur (Basel Mulhouse, Lille, Lyon, Marseilles, Nice (seasonal), Paris-Charles de Gaulle, Paris-Orly, Toulouse)
- Air Algérie (Abidjan, Alicante, Amman, Bamako, Barcelona, Beirut, Berlin-Schönefeld (seasonal), Bordeaux, Brussels, Cairo, Casablanca, Dakar, Damascus, Dubai, Frankfurt, Genève, Istanbul-Atatürk, Jeddah, Lille, London-Heathrow, Luqa (seasonal), Luxembourg (seasonal), Lyon, Madrid, Marseilles, Metz/Nancy, Montpellier, Montréal [begins ngày 15 tháng 6 năm 2007], Moskva-Sheremetyevo, Nantes, Niamey, Nice, Nouakchott, Ouagadougou, Paris-Charles de Gaulle, Paris-Orly, Port Louis [starts November 2007], Roma-Fiumicino, Sharjah, Toulouse, Tripoli, Tunis)
- Air France (Marseilles, Paris-Charles de Gaulle, Paris-Orly)
- Air Mauritanie (Nouakchott) seasonal
- Air Niger (Niamey)
- Alitalia (Milano-Malpensa, Roma-Fiumicino)
- British Airways (London-Gatwick)
- EgyptAir (Cairo)
- Etihad Airways (Abu Dhabi) (begins winter 2007, pending approval)
- Iberia (Madrid)
- Lufthansa (Frankfurt)
- Libyan Airways (Tripoli)
- Middle East Airlines (Beirut) [starts ngày 5 tháng 10 năm 2007]
- Qatar Airways (Doha)
- Royal Air Maroc (Casablanca)
- Saudi Arabian Airlines (Jeddah)
- Syrian Arab Airlines (Aleppo, Damascus)
- transavia.com (Amsterdam) [starts ngày 18 tháng 9 năm 2007]
- Tunisair (Tunis)
- Turkish Airlines (Istanbul-Atatürk)

### Nhà ga nội địa
- Air Algérie (Adrar, Annaba, Batna, Bechar, Biskra, Bordj Badji Mokhtar, Chlef, Constantine, Djanet, El Golea, El Oued, Ghardaia, Hassi Messaoud, Illizi, In Amenas, In Salah, Jijel, Oran, Ouargla, Setif, Tamanrasset, Tebessa, Tiaret, Timimoun, Tindouf, Tlemcen, Touggourt)
- Tassili Airlines (El Oued, Ghardaia, Hassi Messaoud, Hassi R'Mel, In Amenas, Touggourt)

### Các hãng hàng không vận tải hàng hóa
- Air Algérie Cargo
- Air Express Algeria
- DHL Aviation
- FedEx Express
- Royal Air Maroc Cargo
- United Parcel Service

## Các sự cố
- Ngày 28 tháng 8 năm 1992, một quả bom nổ tung tại sân bay, giết chết 9 người và là bị thương 128 người. Nhiều người đã bị bẳt giữ do có liên quan đên vụ đánh bom này, bao gồm Hossein Abderrahim, một thành viên của chính đảng Hồi giáo FIS. Abderrahimbị hành quyết năm 1993. Năm 2002, Abdelghani Ait Haddad, bị kết án tử hình vắng mặt, đã tị nạn tại Anh sau khi sống ở Pháp 9 năm.
- Ngày 24 tháng 12 năm 1994 Chuyến bay số 8969 của Air France bằng tàu bay Airbus A300, đi Paris, đã bị bốn tên khủng bố Hồi giáo chiếm giữ khi chuẩn bị cất cánh; 3 hành khách đã bị giết trước khi máy bay xuất phát. Ở Marseille, một đội đặc nhiệm của quân đội Pháp đã tràn lên máy bay giết chết bốn tên không tặc, dù 25 hành khách bị thương.